# Rapcore
El Rapcore, és un gènere musical que combina els elements rap, gangsta rap, hard rock, nu metal, metal alternatiu, hardcore punk i de vegades, funk. Aquest gènere, també és anomenat rap metal o rap rock, i ha sigut una gran influència, alhora de crear estils com el nu metal.

## Història
Aquest gènere, va sorgir durant l'època dels 80, als Països Baixos, de la mà d'un grup anomenat Urban Dance Squat, estil que més tard arribaria a Amèrica, on es va desenvolupar a mitjans dels anys 80, semblant a quan es va fusionar el funk amb el metal. La filosofia, del gènere, seria com Rap unit amb Rock.
Les arrels es poden sentir en àlbums de Anthrax, Stuck Mojo, Public Enemy, Run DMC, 311, Bad Brains, Beastie Boys, Kid Rock, Biohazard, Boo-Yaa T.R.I.B.E., Suicidal Tendencies i Faith No More que eventualment feien cançons barrejant rock amb rap.
Després de l'èxit de la majoria d'aquests grups, els quals feien rap metal, l'estil, es va popularitzar, i el varen presentar grups com Linkin Park, Limp Bizkit o Crazy Town, els quals van varrejar el rapcore amb el nu metal. Altres grups coneguts que utilitzaven aquest estil són els Red Hot Chili Peppers o The Bloodhound Gag

## Grups de rapcore
- (həd) p.e.
- 2x
- Beastie Boys
- Bloodhound Gang
- Cartel de Santa
- Clawfinger
- Crazy Anglos
- Crazy Town
- Control Machete
- Cypress Hill
- Limp Bizkit
- Linkin Park
- Molotov
- Payable On Death
- PiMP
- Rage Against the Machine
- Hollywood Undead